# Marie-Antoinette Lix

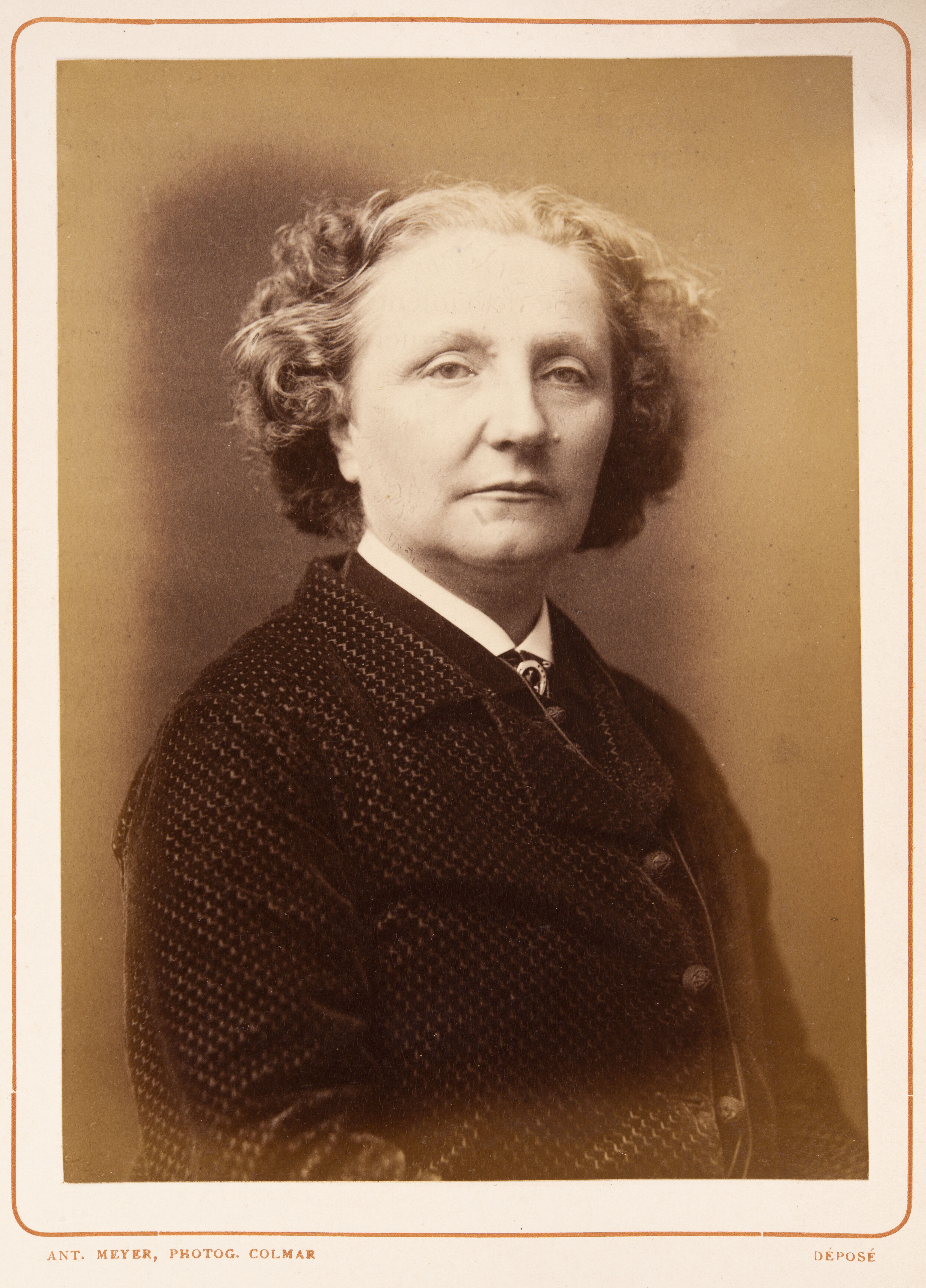
Antoinette Lix

Marie-Antoinette Lix (gemeenzaam Antoinette of Tony Lix, Colmar, 31 mei 1839 - Saint-Nicolas-de-Port, 14 januari 1909) was een Franse vrouwelijke militair en schrijfster.
Lix was de dochter van herbergier François Antoine Lix en Françoise Schmitt. Ze werd als jongen opgevoed door haar vader en kreeg de bijnaam Tony. Ze behaalde op 17-jarige leeftijd een getuigschrift als onderwijzeres in een zusterschool in Ribeauvillé. Ze werd gouvernante bij een adellijke familie in Polen, toen onderdeel van het Russische Rijk. Bij het uitbreken van de Januariopstand in 1863 gaf ze zich uit voor man en vocht mee met een groep Poolse opstandelingen. Ze werd gevangen genomen door de Russen en het land uitgewezen. In Dresden volgde ze een opleiding als verpleegster. In 1865 was ze terug in Frankrijk waar ze werkte als verpleegster en daarna bij de posterijen.

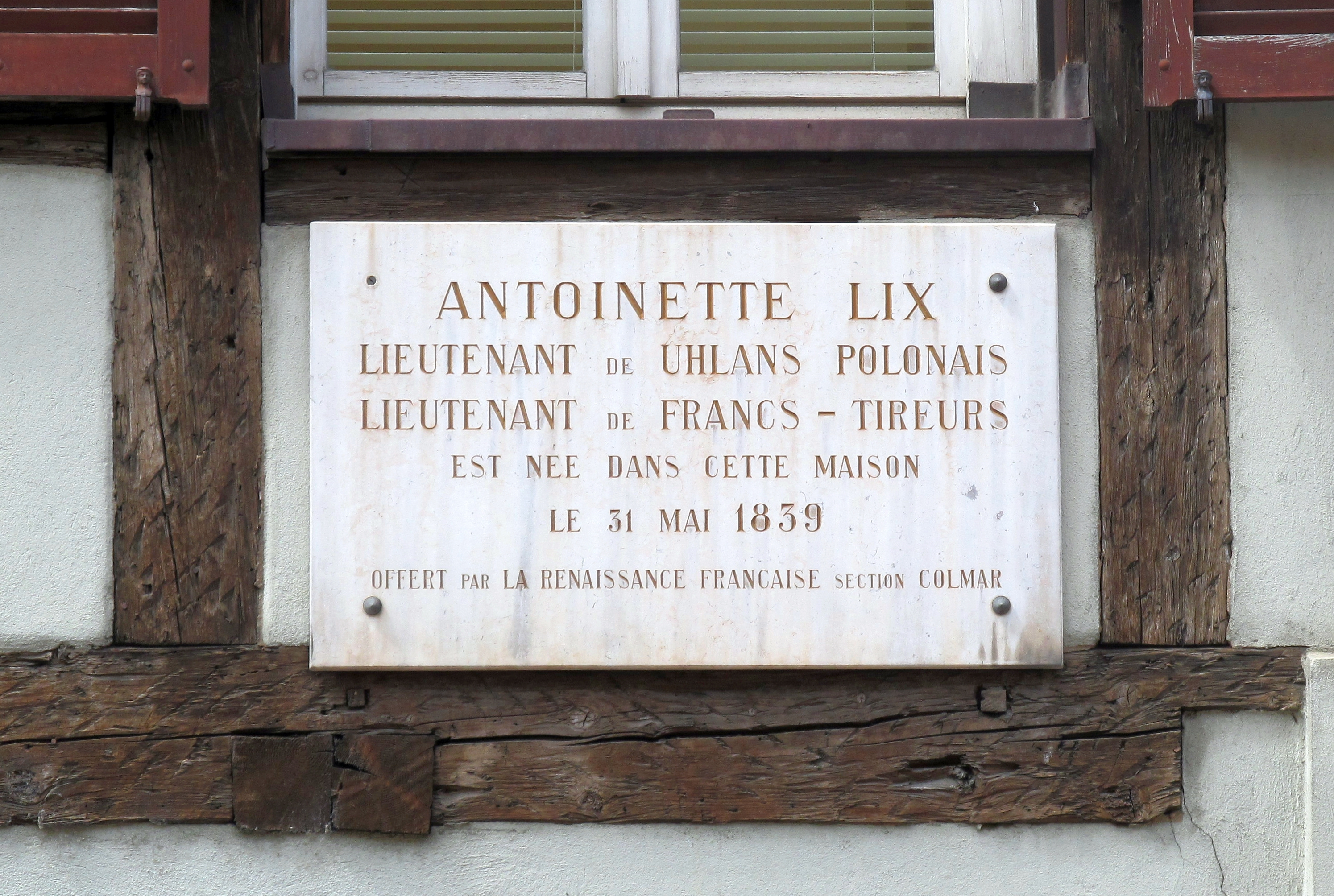
Plaquette op het geboortehuis van Antoinette Lix in Colmar

Bij het uitbreken van de Frans-Duitse Oorlog in 1870 vervoegde ze een compagnie vrijschutters en kreeg de rang van luitenant. Nadat haar eenheid was opgenomen in het reguliere leger, werd ze ambulancierster. Na de oorlog ging ze weer aan de slag bij de posterijen en schreef vier romans met patriottische inslag: Tout pour la Patrie (1884), Les neveux de la chanoinesse (1886), Jeunes brutions et vieux grognards (1889) en A Paris et en Province (1889). In 1898 liet ze zich opnemen in een verpleeghuis in Saint-Nicolas-de-Port waar ze in 1909 overleed.